# Fonds pour la recherche médicale dans le Hainaut
Le Fonds pour la recherche médicale dans le Hainaut (FRMH) est un organisme caritatif belge visant à financer des projets de recherche biomédicale.

## Historique
Le FRMH a été créé en 2005 par Jean Ducobu, interniste au CHU Ambroise Paré et professeur à la retraite de l'Université de Mons et de l'Université libre de Bruxelles. Ce fonds a été créé en partant d'un constat: celui de la précarité de la population hennuyère, dont l'espérance de vie par exemple est inférieure à la moyenne belge. Initialement rattaché à l'ULB, le FRMH est depuis 2011 intégré au sein de l'UMons. Depuis sa création, le Fonds a récolté pour près de 100 000 € ayant servi à financer des projets de recherche.

## Principes de fonctionnement
Le FRMH récolte de l'argent via des dons de particuliers et via l'organisation de divers évènements, comme des expositions, des concerts de musique classique ou depuis son origine par un symposium « lipides et athérosclérose » organisé à l'UMons. Depuis 2013, des activités sont organisées par des étudiants de l'UMons, à la fois pour récolter de l'argent mais aussi pour sensibiliser les étudiants de cette institution à la problématique du financement de la recherche et à l'importance de celle-ci. Des artistes tels que Franco Dragonne ou José Van Dam apportent également leur soutien au projet.
La gestion de ces moyens financiers est assurée par un comité de gestion, éclairé par un comité scientifique composé d'experts issus des différentes universités de Belgique francophone. Une demande de subside se fait via la remise d'un dossier qui sera examiné par le comité scientifique chargé de juger de son importance. Le conseil d'administration du FRMH accorde alors ou non les fonds demandés. Le FRMH n'a cependant pas les moyens de soutenir une recherche dans sa totalité ; l'aide accordée est ainsi ponctuelle, et est un coup de pouce permettant de débloquer une situation coincée par manque de financement.
L'autre objectif du FRMH est de renforcer les collaborations entre chercheurs de différentes institutions et de les fédérer autour de projets de recherche communs dans le but de faire le lien entre recherche fondamentale et clinique.

## Projets soutenus
Depuis sa création, le FRMH a récolté 140 000 € répartis entre différents projets de recherche sur des sujets variés. Ainsi, en 2012, 45 000 € ont été distribués à 7 projets aussi divers que la recherche en oncologie, la maladie d'Alzheimer ou encore les maladies cardio-vasculaires.
Les équipes de recherche soutenues sont issues de diverses institutions : UMons, ULB, CHU-charleroi, CHU Tivoli de La Louvière.
En 2013, 10 projets de recherche ont sollicité une aide dy FRMH, pour un montant total de 100 000€. 4 projets totalisant 20 000€ ont été retenus.